# Lasiophrys
Lasiophrys is een kevergeslacht uit de familie van de boktorren (Cerambycidae). De wetenschappelijke naam van het geslacht werd voor het eerst geldig gepubliceerd in 1901 door Gahan.

## Soorten
Lasiophrys is monotypisch en omvat slechts de volgende soort:
- Lasiophrys latifrons Gahan, 1901